# Elliniki Radiofonia Tileorasi

Das Logo des Senders

Ellinikí Radiofonía Tileórasi A.E. (ERT A.E.; griechisch Ελληνική Ραδιοφωνία Τηλεόραση ‚Griechischer Hörfunk und Fernsehen‘) ist die öffentlich-rechtliche (bis 2011: staatliche) Rundfunkanstalt Griechenlands. Nachdem am 11. Juni 2013 die griechische Regierung die sofortige Schließung der ERT und Einstellung aller Programme beschlossen hatte, wurde unter der Nachfolgeregierung der Sendebetrieb auf den Tag genau zwei Jahre später wieder aufgenommen.

## Geschichte
Die Geschichte des staatlichen griechischen Rundfunks begann 1938 mit der Athener Radiostation RSA (Ραδιοφωνικός Σταθμός Αθηνών, ΡΣΑ), die zunächst vom Rundfunkdienst YRE (Υπηρεσία Ραδιοφωνικής Εκπομπής, ΥΡΕ, 1938–1941), dann von der unter deutscher Beteiligung eingerichteten Rundfunk-Aktiengesellschaft AERE (Ανώνυμη Ελληνική Ραδιοφωνική Εταιρεία, ΑΕΡΕ, 1941–1945) betrieben wurde. 1945 erfolgte die Gründung der nationalen Radio-Stiftung EIR (Εθνικό Ίδρυμα Ραδιοφωνίας, ΕΙΡ). Die ersten experimentellen Fernsehausstrahlungen folgten 1965 in Athen, und am 23. Februar 1966 startete dann schließlich der offizielle Sendebetrieb vom OTE-Fernsehturm in Thessaloniki.
Die nun EIRT genannte Gesellschaft bekam 1970 während der Junta eine regimekonforme Konkurrenz, mit dem Namen YENED (Υπηρεσία Ενημερώσεως Ενόπλων Δυνάμεων, ΥΕΝΕΔ), die einer PR-Abteilung der Streitkräfte unterstand. 1974 nach dem Ende der Junta wurde YENED zu ERT2. Dimitris Horn wurde provisorisch Direktor der neuen Rundfunkanstalt mit zwei Sendern. Am 1. September 1987 ging ERT3 als Regionalsender mit Sitz in Thessaloniki auf Sendung. Er berichtete schwerpunktmäßig über Nordgriechenland, war jedoch im ganzen Land zu empfangen.
In den 1990er-Jahren wurden das Hörfunk- und das Fernsehprogramm stärker getrennt, sodass in den Bezeichnungen für die Fernsehprogramme das R für Radiofonia weggefallen war.
2011 beschloss die griechische Regierung den Umbau der staatlichen Sendeanstalt zu einem öffentlich-rechtlichen Rundfunkveranstalter. Eine umfassende Sanierung des Senders scheiterte allem voran am Widerstand der Mitarbeiter.
Bis 2013 unterhielt ERT A.E neben den vier Fernsehprogrammen (ET1 und ET3 und über Satellit NET und ERT World) sowie vier Digital-Fernsehprogramme (Prisma+, Cine+, Spor+ und Info+) und 29 Radiostationen nationaler und regionaler Reichweite (NET, Deftero, Trito, ERA Spor, Cosmos, Makedonia, Radio Filia und so weiter). Mit Ausnahme der regionalen Radiostationen und des nordgriechischen ET3 aus Thessaloniki sendeten alle Sender aus dem ERT-Hauptquartier in Agia Paraskevi nordöstlich von Athen. Finanziert wurden die Programme überwiegend aus Rundfunkgebühren und Werbeeinnahmen sowie staatlichen Zuschüssen. Das jährliche Budget lag 2013 bei ca. 205 Mio. Euro. ERT unterhielt ferner ein Internetportal, eine Zeitschrift, ein digitales Archiv und zwei Orchester. Der Marktanteil der ERT sank kontinuierlich, keiner der Radiosender erreichte eine Einschaltquote von über 1,5 % und selbst die Hauptnachrichtensendung erreichte nur noch einen Marktanteil von 6 %.
Als Folge der jahrelangen Klientelpolitik der Regierungen hatte ERT im Jahr 2006 5300 Angestellte, von denen einige exorbitante Gehälter bezogen. Im Juni 2013 waren noch 2656 Mitarbeiter bei der ERT beschäftigt. Die Mitarbeiterzahl lag siebenmal höher als bei vergleichbaren privaten Sendern. Die jährlichen Kosten beliefen sich zuletzt auf 300 Millionen Euro. Die Regierung warf der ERT Intransparenz und Verschwendung vor und sah nur noch die Möglichkeit eines radikalen Schritts.

### Schließung
Nach dem Beschluss vom 8. November 2011 des EU-Ministerrats zur Beendigung des übermäßigen Defizits Griechenlands wurde erlassen, unverzüglich Maßnahmen zu treffen und durch „Ministerialbeschlüsse die Schließung, den Zusammenschluss oder die erhebliche Verkleinerung von Einrichtungen einzuleiten. Dies betrifft […] ERT sowie 35 weitere kleinere Einrichtungen“.
Am 11. Juni 2013 beschloss Ministerpräsident Andonis Samaras, ohne Zustimmung seiner Koalitionspartner PASOK und DIMAR, die Schließung der ERT und kündigte die unverzügliche Abschaltung aller Sender an. Die ERT-Mitarbeiter widersetzen sich dieser Maßnahme und sendeten sämtliche Programme der ERT weiter. Am 11. Juni 2013 wurden gegen 21:00 Uhr UTC die Sendeanlagen unter Polizeischutz auf Anordnung der Regierung abgeschaltet. Das Sendeangebot von ERT war nur noch per Internet und Satellit zu empfangen. Andere Medien wie beispielsweise die zyprische öffentlich-rechtliche Rundfunkanstalt Cyprus Broadcasting Corporation (CyBC), deren Server nach kurzer Zeit aufgrund der hohen Nachfrage überlastet waren, stellten den Stream aus Solidarität mit den ERT-Angestellten zur Verfügung. Die Generaldirektoren der wichtigsten europäischen öffentlich-rechtlichen Rundfunkanstalten verurteilten die Aktion der griechischen Regierung als „undemokratisch und unprofessionell“, weil sie „die Existenz der öffentlich-rechtlichen Medien in Griechenland untergräbt“. Zu den Unterzeichnern zählten der Intendant des ZDF und der Intendant des Bayerischen Rundfunks als Vorsitzender der ARD sowie die Generaldirektoren von SRG SSR, RTS und ORF.
Die Schließung wurde in Zusammenhang mit der Erfüllung von Vereinbarungen mit internationalen Geldgebern (Europäische Union, Europäische Zentralbank und Internationaler Währungsfonds) gesehen, nach denen die Entlassung von 4.000 Staatsdienern bis Ende 2013 vorgesehen war (siehe dazu auch Griechische Finanzkrise). Geschlossen wurden drei staatliche, landesweit ausgestrahlte Fernsehprogramme, sieben landesweit ausgestrahlte Radioprogramme sowie 19 regionale Radiosender. Anstelle von ERT sollte Ende August 2013 ein neuer öffentlich-rechtlicher Rundfunk mit deutlich verringerter Mitarbeiteranzahl (ca. 1.200) eingerichtet werden. Der vorläufige Name lautete NERIT (Nea Elliniki Radiofonia Internet Tileorasi), der Sendebeginn war für Herbst angesetzt. Bis zur Neueinrichtung wurde die Erhebung von Rundfunkgebühren (rund 50 Euro pro Jahr) ausgesetzt.
Die Schließung stieß auf heftigen Widerstand, nicht nur der ERT-Angestellten und der politischen Opposition. Auch die kleineren Koalitionspartner PASOK und DIMAR sprachen sich dagegen aus, sodass der Fortbestand der Koalitionsregierung Samaras gefährdet schien. Die griechischen Journalistenverbände riefen zum Streik auf.
Aus Protest schaltete die Europäische Rundfunkunion (EBU), ein Zusammenschluss aus mehreren Rundfunkanstalten Europas, zu dessen Mitgliedern auch die ERT zählt, am 13. Juni 2013 das Satellitensignal und den Livestream mit dem in den ERT-Studios von den protestierenden Mitarbeitern weiterhin produzierten Nachrichtenprogramm ERT NET wieder auf, nachdem die Signale bereits am 11. Juni 2013 gegen 23:40 Uhr MESZ von der ERT abgeschaltet worden waren. Gesendet wurde auf den bisherigen Satellitenprogrammplätzen von ERT World auf mehreren Satelliten (unter anderem auch auf dem Satelliten Eutelsat Hot Bird 13A für Europa); der Livestream wird auf der Webseite der EBU angeboten. Am selben Tag wurde von der EBU eine Onlinepetition gestartet, die bereits am ersten Tag über 7500 Unterstützer fand.
Die Hörfunkprogramme der ERT wurden in einigen Gebieten Griechenlands über UKW und weltweit über mehrere Kurz- und Mittelwellenfrequenzen ausgestrahlt. Ab dem 7. November 2013 wurde der Ton des Fernsehprogramms ET3 auf den früheren Kurzwellenfrequenzen der ‚Stimme Griechenlands‘ (I foní tis Elládas, englisch The Voice of Greece) aus Thessaloniki übernommen.
Am 17. Juni 2013 ordnete der Staatsrat, das höchste griechische Verwaltungsgericht, in einer Einstweiligen Verfügung an, dass ERT vorläufig bis zur Errichtung einer neuen öffentlich-rechtlichen Sendeanstalt den Sendebetrieb wieder aufnehmen solle. Die Entscheidung stellte allerdings die Wirksamkeit der Auflösung der ERT A.E. nicht infrage.
Am 10. Juli 2013 erschien auf den bisherigen ERT-Fernsehfrequenzen das Testbild eines neuen Staatsfernsehens mit dem Namen EDT (ΕΔΤ Ελληνική Δημόσια Τηλεόραση Ellinikí Dimósia Tileórasi, deutsch ‚Griechisches Öffentliches Fernsehen‘). Er sollte offenbar in der Übergangszeit bis zum Start der unter dem Namen NERIT geplanten neuen öffentlich-rechtlichen Anstalt senden und Filme, Telenovelas und Dokumentationen aus dem Archiv von ERT zeigen. Das neue Programm sollte aus dem Studio einer Privatfirma in Athen kommen, die Nachrichten zunächst nur aus internationalen Presseagenturen stammen. Für die neuen Mitarbeiter waren lediglich zeitlich befristete Verträge vorgesehen. Der genaue Sendestart war noch unklar. Das E im Namen fiel relativ schnell weg, sodass der Sender offiziell nur noch DT heißt. Er war auch in Deutschland über Eutelsat 3D auf 3,1° Ost (12.715 MHz, horizontal, 18.907 kSymbole/s, NBC-QPSK/DVB-S2, Coderate 2/3) mit geringem Aufwand frei zu empfangen. Die Ausstrahlung erfolgte in MPEG-4 und war wegen häufiger Sportübertragungen (z. B. UEFA Champions League) interessant. Am 4. Mai 2014 ging NERIT auf Sendung und ersetzte DT.

### Besetzung

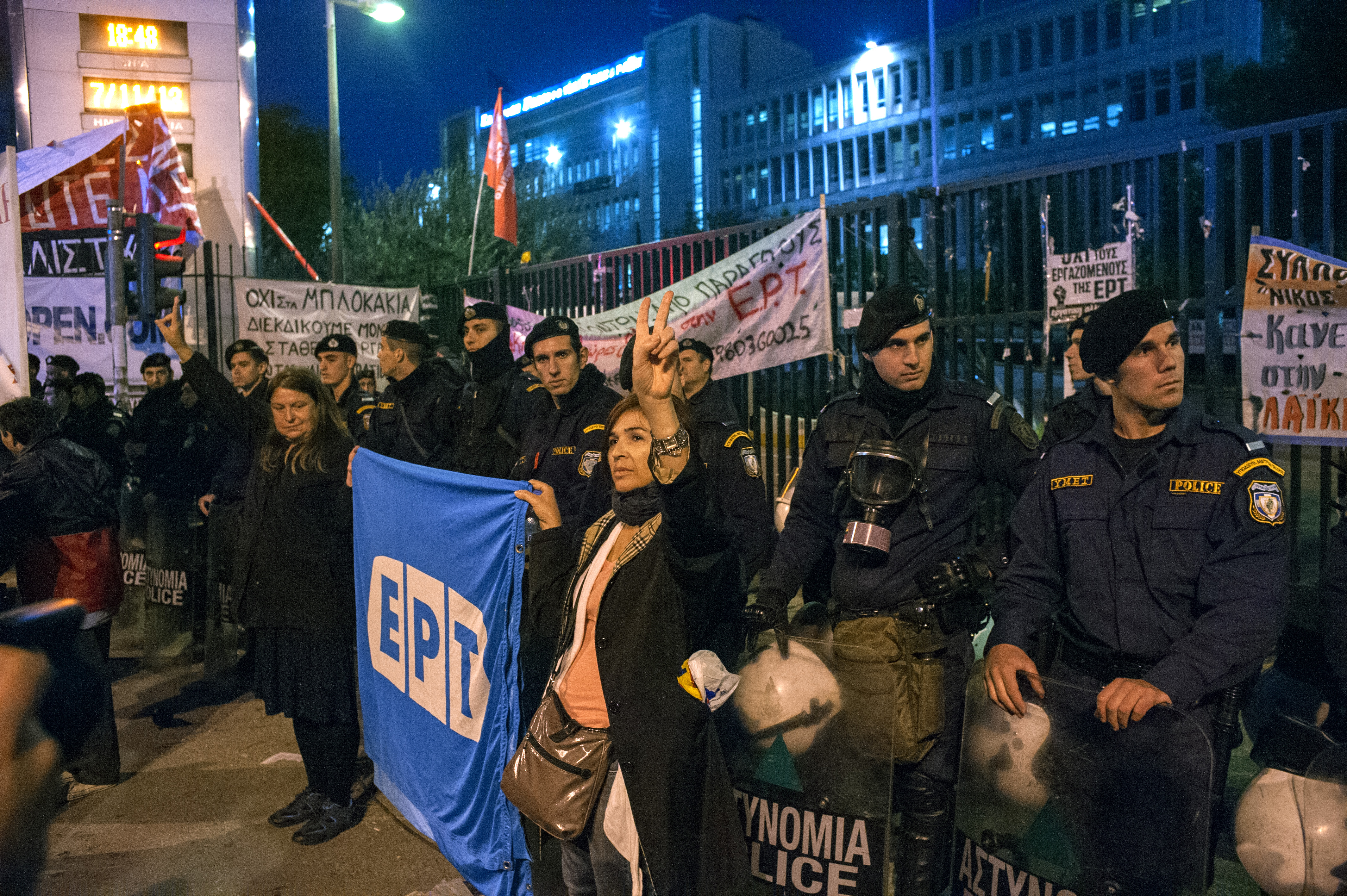
Demonstration vor dem ERT-Gebäude in Agia Paraskevi (7. November 2013)

Das zentrale Gebäude von ERT im Athener Vorort Agia Paraskevi wurde nach offizieller Auflösung vom früheren Personal der Sendeanstalt ununterbrochen besetzt gehalten. Von dort aus wurde im Internet ein Informations-Programm ausgestrahlt. Die Besetzung endete mit der polizeilichen Räumung am frühen Morgen des 7. November 2013. Dagegen protestierten Journalistenverbände aus aller Welt. Der Deutsche Journalisten-Verband sprach von einem „Überfall auf die Pressefreiheit“. DJV-Bundesvorsitzender Michael Konken nannte das Vorgehen gegen den Sender und seine Journalisten „skandalös“, hier werde unter einem Vorwand eine kritische Stimme abgeschaltet.

### Wiedereröffnung
Am 29. April 2015 beschloss das griechische Parlament mit den Stimmen der Regierungskoalition sowie der PASOK ein Gesetz zur Wiedereröffnung von ERT. Dieser sollte nunmehr mit NERIT fusionieren. Der Jahresetat des Senders wurde auf 60 Millionen Euro festgelegt und sollte durch eine Rundfunkgebühr in Höhe von drei Euro pro Monat aufgebracht werden. Am 11. Juni 2015 nahm er den Sendebetrieb wieder auf. Der neue griechische Ministerpräsident Alexis Tsipras setzte damit eines seiner Wahlkampfversprechen um.

### Programmangebot
Die Anstalt betreibt mehrere Hörfunk- und Fernsehprogramme in Griechenland. Daneben nimmt sie auch die Aufgabe eines Auslandsrundfunks wahr: Das Programm Die Stimme Griechenlands (Η Φωνή της Ελλάδας) umfasst neben griechischsprachigen Sendungen montags bis freitags je eine Stunde in Fremdsprachen. Neben der Internetverbreitung ermöglichen weittragende terrestrische Frequenzen (drei auf Kurzwelle und eine auf Mittelwelle) den Empfang in Europa, Afrika und Amerika.

## Trivia
Auf der Startseite des Webportals von ERT wurde am Vormittag des 12. Juni 2013 berichtet, dass am 11. Juni vor 26 Jahren die griechische Ausgabe der Sesamstraße (Sesam öffne dich) „geschlossen“ wurde. Der Bericht war die erste Meldung unter Neuigkeiten und wurde zur Mittagszeit entfernt. Der direkte Link führt seitdem nur zum Textbeitrag ohne Video.